# Lindheim
Lindheim est une localité située dans le land de Hesse en Allemagne, à environ 30 km au nord-est de Francfort-sur-le-Main

## Histoire

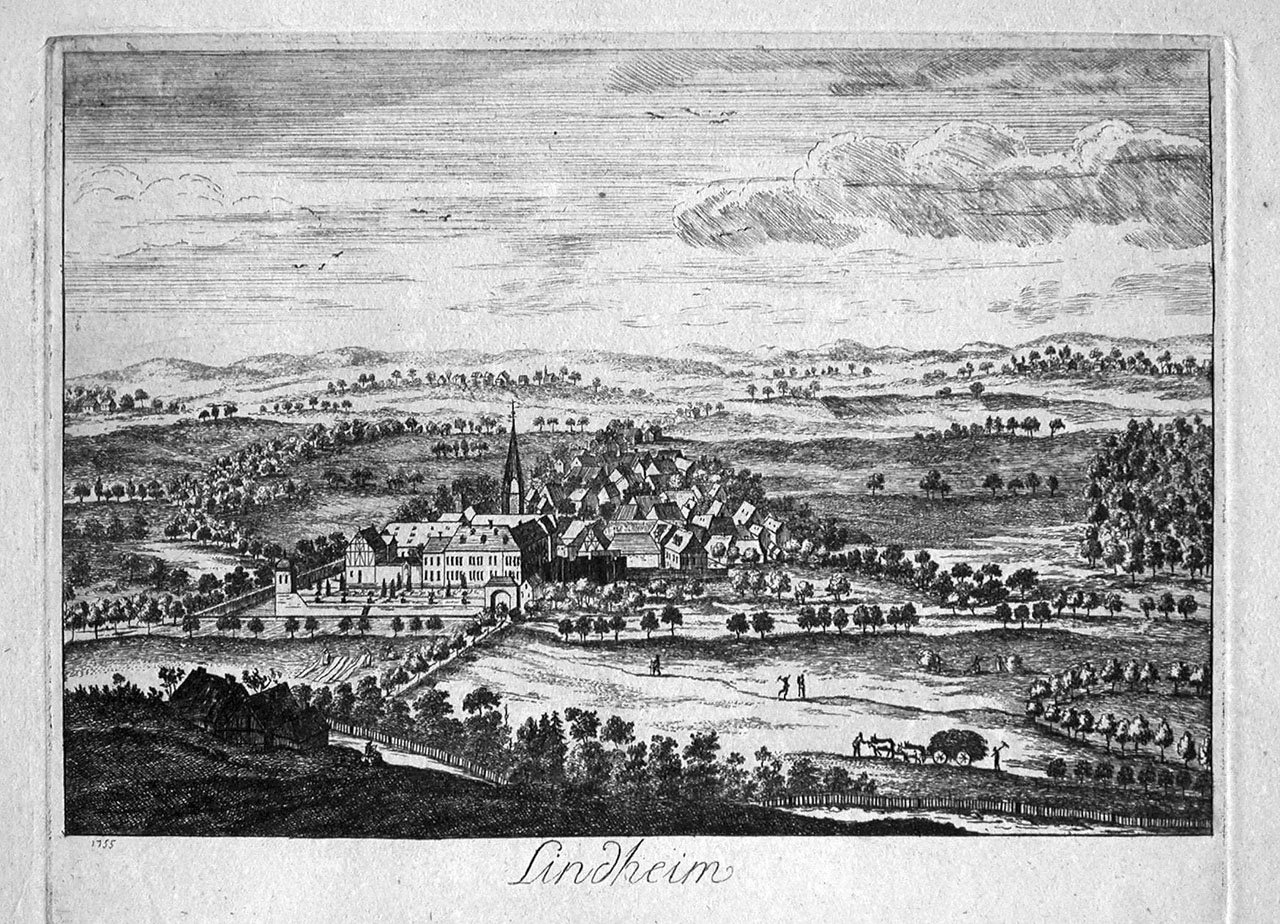
Lindheim en 1755